# Lekkoatletyka na Letnich Igrzyskach Olimpijskich 1924 – pchnięcie kulą mężczyzn
Pchnięcie kulą mężczyzn – było jedną z konkurencji lekkoatletycznych rozgrywanych podczas igrzysk olimpijskich w Paryżu. Zawody odbyły się w dniu 8 lipca 1924 roku na Stade olympique Yves-du-Manoir. Wystartowało 28 zawodników z 15 krajów.

## Rekordy
Tabela uwzględnia rekordy uzyskane przed rozpoczęciem rywalizacji.
|                   | Zawodnik         | Wynik | Miejsce       | Data             |
| ----------------- | ---------------- | ----- | ------------- | ---------------- |
| Rekord świata     | Ralph Rose       | 15,54 | San Francisco | 21 sierpnia 1909 |
| Rekord olimpijski | Patrick McDonald | 13,34 | Sztokholm     | 10 lipca 1912    |

## Wyniki

### Eliminacje
Rywalizowano w trzech grupach eliminacyjnych. Do finału awansowało sześciu zawodników z wszystkich grup z najlepszymi rezultatami.
| Pozycja | grupa el. | Zawodnik            | Wynik  | Uwagi |
| ------- | --------- | ------------------- | ------ | ----- |
| 1.      | 1         | Clarence Houser     | 14,995 | Q     |
| 2.      | 1         | Ralph Hills         | 14,505 | Q     |
| 3.      | 2         | Hannes Torpo        | 14,45  | Q     |
| 4.      | 2         | Glenn Hartranft     | 14,405 | Q     |
| 5.      | 3         | Norman Anderson     | 14,29  | Q     |
| 6.      | 2         | Elmer Niklander     | 14,265 | Q     |
| 7.      | 1         | Ville Pörhölä       | 14,10  |       |
| 8.      | 1         | Bertil Jansson      | 13,76  |       |
| 9.      | 2         | Raoul Paoli         | 13,535 |       |
| 10.     | 2         | Sixten Sundström    | 13,53  |       |
| 11.     | 3         | Akseli Takala       | 13,315 |       |
| 12.     | 1         | Harald Tammer       | 13,28  |       |
| 13.     | 2         | Veljko Narančić     | 13,215 |       |
| 14.     | 3         | Christos Vrettos    | 13,125 |       |
| 15.     | 1         | Ketil Askildt       | 13,09  |       |
| 16.     | 1         | Daniel Pierre       | 13,07  |       |
| 17.     | 1         | John O’Grady        | 12,75  |       |
| 18.     | 3         | Pál Bedő            | 12,66  |       |
| 19.     | 1         | Arvīds Ķibilds      | 12,53  |       |
| 20.     | 2         | Charles Beckwith    | 12,48  |       |
| 21.     | 3         | Werner Nüesch       | 12,45  |       |
| 22.     | 3         | Maxime Bousselaire  | 12,265 |       |
| 23.     | 2         | Otto Garnus         | 12,12  |       |
| 24.     | 3         | Rex Woods           | 11,77  |       |
| 25.     | 2         | José Galimberti     | 11,30  |       |
| 26.     | 2         | Dimitrios Karabatis | 10,955 |       |
| 27.     | 1         | Jesús Aguirre       | 9,47   |       |
| -       | 3         | Octávio Zani        | NM     |       |

### Finał
| Pozycja | Zawodnik        | Wynik  |
| ------- | --------------- | ------ |
| 1.      | Clarence Houser | 14,995 |
| 2.      | Glenn Hartranft | 14,895 |
| 3.      | Ralph Hills     | 14,64  |
| 4.      | Hannes Torpo    | 14,45  |
| 5.      | Norman Anderson | 14,29  |
| 6.      | Elmer Niklander | 14,265 |